# Music Inspired by the Life and Times of Scrooge
Music Inspired by the Life and Times of Scrooge è il primo album in studio del musicista finlandese Tuomas Holopainen, pubblicato l'11 aprile 2014 dalla Nuclear Blast in Europa e nei giorni seguenti anche negli Stati Uniti d'America e nel resto del mondo.

## Descrizione
Si tratta di un concept album basato sul fumetto Saga di Paperon de' Paperoni, scritto ed illustrato da Don Rosa, che racconta la vita di Paperon de' Paperoni. Lo stesso Don Rosa ha collaborato alla realizzazione della copertina dell'album e sostenuto il progetto fin dalla nascita.
Il progetto vede numerose collaborazioni, tra cui i cantanti Johanna Kurkela (allora fidanzata, ora moglie di Holopainen) e Tony Kakko (voce dei Sonata Arctica) e il musicista Troy Donockley dei Nightwish (gruppo nel quale milita anche lo stesso Holopainen), oltre alla Moorstone Orchestra e al coro Metro Voices, entrambi diretti dal maestro Pip Williams e condotti da James Shearman.

## Promozione
Il 7 febbraio 2014 è stato pubblicato il singolo A Lifetime of Adventure come anticipazione all'album, insieme al relativo videoclip diretto da Ville Lipiäinen.
L'album è stato commercializzato in edizione standard, uscita su CD, doppio LP e download digitale, e anche in un'edizione limitata a 500 copie con l'aggiunta di una versione alternativa di A Lifetime of Adventure e di un secondo CD contenente l'intero album in versione strumentale.

## Tracce
Testi e musiche di Tuomas Holopainen.
1. Glasgow 1877 – 6:27
2. Into the West – 5:01
3. Duel & Cloudscapes – 4:50
4. Dreamtime – 4:47
5. Cold Heart of the Klondike – 6:52
6. The Last Sled – 5:40
7. Goodbye, Papa – 6:27
8. To Be Rich – 3:22
9. A Lifetime of Adventure – 6:16
10. Go Slowly Now, Sands of Time – 4:36

Traccia bonus nelle edizioni LP, limitata e di iTunes
1. A Lifetime of Adventure (Alternative Version) – 6:00

Instrumental Version – CD bonus nell'edizione limitata
1. Glasgow 1877 – 6:27
2. Into the West – 5:01
3. Duel & Cloudscapes – 4:50
4. Dreamtime – 4:47
5. Cold Heart of the Klondike – 6:52
6. The Last Sled – 5:28
7. Goodbye, Papa – 6:25
8. To Be Rich – 3:23
9. A Lifetime of Adventure – 6:17
10. Go Slowly Now, Sands of Time – 4:35

## Formazione
Musicisti
- Tuomas Holopainen – arrangiamento, tastiera, pianoforte
- Alan Reid – voce di Scrooge (tracce 1, 6 e 10)
- Johanna Kurkela – voce (tracce 1, 6, 8-11)
- Johanna Iivanainen – voce (tracce 2, 4, 8, 9 e 11)
- Tony Kakko – voce (traccia 5)
- Mikko Iivanainen – chitarra, banjo
- Teho Majamäki – didgeridoo
- Jon Burr – armonica
- Troy Donockley – uilleann pipes, low whistle, bodhrán
- Pip Williams – arrangiamento, orchestrazione e direzione dell'orchestra e del coro
- James Shearman – conduzione dell'orchestra e del coro
- The Moorstone Orchestra – orchestra
- The Metro Voices – coro

Produzione
- Tuomas Holopainen – produzione
- Tero "TeeCee" Kinnunen – registrazione
- James Mottershead – registrazioni parti di Reid e Burr
- Mika Jussila – mastering

## Classifiche
| Classifica (2014) | Posizione massima |
| ----------------- | ----------------- |
| Austria           | 52                |
| Belgio (Fiandre)  | 74                |
| Belgio (Vallonia) | 106               |
| Finlandia         | 1                 |
| Francia           | 80                |
| Germania          | 23                |
| Paesi Bassi       | 92                |
| Svizzera          | 19                |